# Malattia di Tangier
La malattia di Tangier o morbo di Tangier (noto anche come deficit familiare dell'α-lipoproteina ) è un raro disordine ereditario caratterizzato da un notevole calo della quantità ematica di lipoproteine ad alta densità (meglio note come HDL o "colesterolo buono"). Le HDL sono prodotte in concomitanza con l'associazione della apolipoproteina A1 (apoA1) al colesterolo proveniente dalle cellule. Gli individui con malattia di Tangier vedono calare la capacità di trasportare il colesterolo all'esterno delle cellule, portando ad una deficienza complessiva di HDL nel circolo sanguigno (condizione spesso definita come ipolipoproteinemia) e all'accumulo di colesterolo in diversi tessuti dell'organismo, in particolare nel fegato.

## Segni clinici
Le persone affette da tale patologia presentano una lieve ipertrigliceridemia e disturbi nella funzione nervosa (neuropatie). Le tonsille appaiono visibilmente interessate da questo disordine: si ingrossano ed assumono una colorazione che va dal giallo all'arancione. Nelle persone affette c'è un aumentato rischio cardiovascolare, nonché una insorgenza più frequente di aterosclerosi. Tali individui mostrano anche una consistente organomegalia di fegato (epatomegalia) e milza (splenomegalia).

## Cause genetiche
Mutazioni a carico del gene ABCA1 inducono l'insorgenza della malattia di Tangier. Il prodotto proteico del gene ABCA1, infatti, è in grado di trasportare colesterolo e fosfolipidi all'esterno delle cellule. Mutazioni su tale gene, dunque, inficiano notevolmente l'abilità della proteina nel trasporto verso il sangue di queste molecole, necessarie per l'assemblaggio delle HDL (che risultano dall'assemblaggio della proteina ApoA1 con questi lipidi). Le HDL ematiche, dunque, presentano una concentrazione decisamente insufficiente a permettere la rimozione di colesterolo dai tessuti. Una bassa concentrazione di HDL ematiche è tipicamente un notevole fattore di rischio per le patologie cardiovascolari. Inoltre, l'accumulo di colesterolo nelle cellule può essere decisamente tossico. Questi due fattori, dunque, conducono ai sintomi tipici della malattia di Tangier.
Queste condizioni sono spesso ereditate in modo autosomico recessivo: perché la malattia si manifesti, dunque, è necessaria che vi sia una mutazione a carico di entrambi gli alleli di ABCA1. Spesso, dunque, non è possibile individuare fenotipicamente individui portatori sani di tale malattia.

## Diagnosi
Le lipoproteine ad alta densità HDL vengono prodotte quando una proteina del sangue Apolipoproteina A1 (apoA1), si combina con il colesterolo e i fosfolipidi. Il colesterolo e i fosfolipidi utilizzati per formare HDL provengono dall'interno di cellule , ma vengono trasportate dall'interno della cellula nel sangue tramite il trasportatore ABCA1. Le persone affette da malattia di Tangier hanno trasportatori ABCA1difettosi , con conseguente riduzione della capacità di trasportare il colesterolo dalle cellule, il che porta ad un accumulo di colesterolo e fosfolipidi in molti tessuti corporei, che possono causare un aumento del volume di questi tessuti.
La riduzione dei livelli ematici di lipoproteine ad alta densità HDL è talvolta descritta in letteratura come ipo-alphalipoproteinemia.
Le persone affette da questa condizione hanno leggermente elevate quantità di grasso nel sangue (ipertrigliceridemia lieve) e disturbi nella funzione nervosa (neuropatia). Le tonsille sono visibilmente colpite da questo disturbo: spesso appaiono arancione o giallo e sono estremamente ingranditi. Le persone colpite spesso sviluppano l'aterosclerosi precoce, caratterizzata da depositi di grasso lungo la tonaca media delle arterie. Altri segni di questa condizione possono includere una milza ingrossata (splenomegalia), un fegato aumentato di volume (epatomegalia), opacità della cornea e malattie cardiovascolari precoce.
La malattia di Tangier è un disturbo rarissimo con circa 50 casi identificati in tutto il mondo. Questo disturbo è stato originariamente scoperto sull'isola di Tanger ,lungo la costa della Virginia, ma è stato identificato in persone provenienti da diversi paesi.

## Trattamento
Ci sono farmaci che possono aumentare il siero HDL come la niacina o il gemfibrozil. Mentre questi farmaci sono utili per i pazienti con iperlipidemia, i pazienti con malattia di Tangier non beneficiano di questi interventi farmaceutici.
Pertanto l'unica modalità di trattamento corrente per la malattia di Tangier è la modifica della dieta. Una dieta a basso contenuto di grassi può ridurre alcune complicanze come la comparsa di neuropatie.

## Storia
Questo disordine fu individuato originariamente sull'isola di Tangier, al largo della costa della Virginia.  Questi individui si presentavano come tonsille grandi e di colore giallo-arancio che sono state rimosse dai medici dell'esercito . Il primo individuo da cui storicamente è partita la ricerca su questa patologia si chiamava Teddy Laird. Dopo la diagnosi iniziale di Niemann-Pick è stato trasferito presso il National Cancer Institute. Donald Fredrickson, allora capo del ramo della medicina molecolare, aveva l'impressione che la diagnosi originale fosse errata.
Dopo aver trovato lo stesso sintomo nella sorella, una biopsia di Teddy rilevò un numero estremamente elevato di cellule schiumose non solo nelle tonsille, ma in un'ampia gamma di tessuti tra cui il midollo osseo e la milza. La scoperta di un bassissimo livello di colesterolo HDL nel siero sia della sorella che dei genitori di Teddy provò una base genetica della malattia.